# قومس
قوميس ( قومس ؛ المعربة شكل الفارسي اسم کومس Kismis أو کومش Kšmiš . (بالإغريقية: Κωμισηνή)‏ Kōmisēnē . Old Armenian كومش)، كانت مقاطعة في بلاد فارس قبل الإسلام، تقع بين تجمعات المياه في سلسلة البرز الجنوبية والأطراف الشمالية لصحراء كوير.
في العصر الساساني كانت تفصل بين إقليمي راي وجورجان. ظلت قوميس مقاطعة صغيرة من بلاد فارس الإسلامية في العصور الوسطى. تقع حدودها الغربية في المناطق الريفية الشرقية لمدينة الري، بينما في الشرق تتشارك في حدودها مع خراسان.
يقسمها طريق خراسان العظمى إلى نصفين، حيث يمر هذا الطريق أيضا في المدن الرئيسية وهي (من الغرب إلى الشرق) : خوار( تسمى اليوم ارادان )، سمنان، شهر قوميس (تسمى اليوم دامغان) وبستم، وفي أقصى الجنوب الشرقي من قوميس كانت تقع بلدة بيار (بيارجوماند الحديثة). 
في عام 856، تسبب زلزال كان مركزه قوميس في مقتل حوالي 200,000 شخص وكان أحد أعنف الزلازل في التاريخ. توجد بقايا العديد من القلاع الإسماعيلية في المنطقة (ولا سيما جيردكوه) والتي استولى المغول الغزاة على معظمها.
بدأ اسم (قوميس) يقل استعماله منذ بداية القرن الحادي عشر. حاليا، المنطقة مقسمة بين المحافظات الحديثة مازندران وسمنان . 